# Most uzdaha
Most uzdaha je pješački kameni most izgrađen početkom 17. stoljeća u Veneciji. Izgrađen je od istarskog kamena u baroknome stilu po nacrtu arhitekta Antonija Contina, sina Bernardina Contina i nećaka Antonija Da Pontea graditelja mosta Rialto po nalogu dužda Marina Grimanija čiji je grb uklesan na njemu.
Smješten nedaleko od Trga svetog Marka, svojim lukom prelazi kanal Rio di Palazzo povezujući dvostrukim prolazom Duždevu palaču s tzv. „Novim zatvorima”. Služio je kao prolaz za zatvorenike iz spomenutih zatvora do ureda državnih inkvizitora gdje im se sudilo.
Most je postao svjetskom turističkom atrakcijom i jedan je od najfotografiranijih spomenika Venecije. Ime je dobio zbog tradicije koja kaže da su u vrijeme Mletačke Republike zatvorenici prelazeći most uzdisali jer im je to često bilo posljednji put da vide vanjski svijet. Naziv „Most uzdaha“ zabilježen je još krajem osamnaestog stoljeća.

## Utjecaj
Nekoliko drugih mostova u svijetu nazvano je po venecijanskome Mostu uzdaha, poput onoga u Oxfordu, u Cambridgeu i zatvorskog kompleksa okruga Allegheny u Pittsburghu.
Opera Jacquesa Offenbacha Le pont des soupirs („Most uzdaha”) iz 1861. dobila je naziv po ovome mostu.
Most uzdaha pojavljuje se u radnji filma Mala romansa iz 1979. godine. Jedan od likova tumači tradiciju da ako se par poljubi u gondoli ispod Mosta uzdaha u vrijeme zalaska sunca dok zvone crkvena zvona, bit će zaljubljen zauvijek.
Bridge of Sighs naslov je drugoga solističkog studijskog albuma iz 1974. engleskoga rock gitarista i tekstopisca Robina Trowera.